# Secanggang (plaats)
Secanggang is een bestuurslaag in het regentschap Langkat van de provincie Noord-Sumatra, Indonesië. Secanggang telt 6012 inwoners (volkstelling 2010).